# Джентилески, Артемизия
Артемизия Джентилески (итал. Artemisia Gentileschi, Artemisia Lomi, 8 июля 1593, Рим — около 1653, Неаполь) — итальянская художница.

## Биография
Артемизия, старшая дочь тосканского художника Орацио Джентилески и его жены Пруденции Монтоне, родилась в Риме 8 июля 1593 года, в то же время в её свидетельстве о рождении из городского архива указано, что она родилась в 1590 году. Мать умерла, когда дочери было двенадцать
Артемизия изучала живопись в мастерской отца, и более успешно, чем её братья, которые также работали в мастерской Орацио. Её первая известная работа — «Сусанна и старцы» (1610, коллекция Шёнборн в Поммерсфельдене) — одно время считалась работой Орацио, которому ассистировала дочь. 
В 1612 году её изнасиловал флорентийский художник Агостино Тасси, работавший вместе с её отцом. После семимесячного судебного разбирательства, унизительного и мучительного для Артемизии, Тасси был признан виновным и приговорён к году тюрьмы. Переживания художницы получили выражение в её наиболее знаменитой работе «Юдифь, обезглавливающая Олоферна» (1612—1613). К этому сюжету она несколько раз возвращалась, другие повторяющиеся сюжеты художницы — Лукреция (римская матрона, которую изнасиловал царский сын, после чего она, рассказав о случившемся мужу, покончила с собой), Клеопатра, царица Савская.
Выйдя замуж за художника Пьерантонио Стиаттеси (брак устроил её отец), Артемизия в том же 1612 году переехала во Флоренцию. Работала под покровительством Козимо II Медичи, дружила с Галилеем. В 1621 году работала в Генуе, затем перебралась в Венецию, где познакомилась с Антонисом Ван Дейком и Софонисбой Ангвиссолой, затем вернулась в Рим, а между 1626 и 1630 годом переехала в Неаполь. В неаполитанский период художница впервые получила заказ на фресковую роспись церкви — в городке Поццуоли под Неаполем. В 1638—1641 годах жила и работала в Лондоне вместе с отцом под покровительством Карла I. Затем вернулась в Неаполь, где и жила вплоть до своей кончины.
Историки искусства нередко сравнивают её с Караваджо.

## Признание
Первая женщина, избранная в члены Академии живописного искусства во Флоренции — первой художественной Академии Европы.
Роман об Артемизии был написан в 1944—1947 годах итальянской писательницей Анной Банти, в окончательной версии он приобрёл форму дневника, имел большой успех, переведён на несколько языков. Затем биография Артемизии легла в основу драмы американской писательницы Венди Вассерштайн «Хроники Хейди» (1988) и пьесы «Жизнь без подсказки» канадской писательницы Салли Кларк (поставлена в 1988, 1989, 1990, 1991 годах). В 1997 году фильм «Артемизия» был снят французским кинорежиссёром Аньес Мерле (в заглавной роли Валентина Черви). В 1998 году роман о художнице был написан французской писательницей Александрой Лапьер. В 2002 году стал международным бестселлером роман американской писательницы Сьюзен Вриленд «Страсти по Артемизии», он был немедленно переведён на 20 языков.
В декабре 2017 года её ранее неизвестная картина «Автопортрет в образе святой Екатерины» была продана в парижском аукционном доме Drouot за рекордную для этого автора сумму в €2 360 600. Предыдущий ценовой рекорд на её полотна составлял $1 200 000, который удалось выручить за картину «Мария Магдалина в экстазе», которая также была найдена во Франции и продана на Sotheby’s в 2014 году.

## Галерея
- Избранные произведения
- Иаиль и Сисара. Ок. 1620. Холст, масло. Музей изобразительных искусств, Будапешт
- Сусанна и старцы. Ок. 1610. Холст, масло. Замок Вайсенштайн, Поммерсфельден, Франкония, Германия
- Юдифь, обезглавливающая Олоферна. 1612—1613. Холст, масло. Галерея Каподимонте, Неаполь
- Поклонение волхвов. 1636. Холст, масло. Кафедральный собор, Поццуоли
- Есфирь перед Артаксерксом Между 1628 и 1635. Холст, масло. Метрополитен-музей, Нью-Йорк
- Портрет гонфалоньера. 1622. Холст, масло. Палаццо де Аккурсио, Болонья